# Matthias Laurenz Gräff
Matthias Laurenz Gräff (znan tudi kot Matthias Laurenz Gräff Ilpenstein; ·  rojen 19. julija 1984) je avstrijski akademski slikar, zasebni zgodovinar, politik, politični aktivist in organizator nestrankarske platforme Dialog im Kamptal iz Gars am Kamp. Od leta 2013 je predsednik Družinskega združenja Gräff-Graeff.

## Življenjepis

### Porekla
Matthias Laurenz Gräff se je rodil v avstrijski družini več umetnikov. Je otrok Helmuth Gräff, akademski slikar, in Martina Maria Elisabeth Gräff, profesorica umetnosti na dunajskem Sacre Coeur, hči arhitekta Richarda Gach. Predniki Gräffa so bili vedno politično aktivni in versko svobodni misleci in imeli so svoj družinski grb. Izhajajo iz rodu nizozemske plemiške družine (De) Graeff.

#### Družinskega združenja Gräff-Graeff
Leta 2013 je Gräff kot eden od dedičev družine postal ustanovitelj in predsednik mednarodnega družinskega združenja Družinskega združenja Gräff-Graeff e. V. ("Familienverband Gräff-Graeff e.V."). Ta organizacija za potomce družin (De) Graeff, vključno z nizozemsko linijo De Graeff, domnevnih potomcev avstrijskega plemiča Wolfgang von Graben († 1521) iz dinastije von Graben. Ustanovljeno je bilo leta 2013 in uradno registrirano v Avstriji.
| Predsednik                      | Grb | Država   | Začeti | Konec |
| ------------------------------- | --- | -------- | ------ | ----- |
| Matthias Laurenz Gräff (* 1984) |     | Avstrija | 2013   | /     |

### Umetnosti
Od leta 2002 do 2008 je Matthias Laurenz Gräff študiral slikarstvo na Univerzi uporabnih umetnosti na Dunaju. Leta 2010 je Gräff prejel nagrada "Adolf Peschek Preis" od St. Pölten Künstlerbund v muzeju St. Pölten. Leta 2012 je Gräff naslikal sliko za spodnjeavstrijsko vino rdečega križa. Leta 2013 je na praznovanju sestrskega mesta Gars am Inn v Nemčiji ustvaril uradno poslikavo mesta pobratenja. · 
Leta 2014 je župan mesta Gars am Kamp naročil Gräffu izdelavo treh slik za založbo "Garser Wein 2014". Lokalni poslovnež je bojkotiral objavo založb zaradi portreta napol gole ženske, kar je sprožilo manjši medijski škandal v Avstriji. ·   ·  · 
Njegove različne zgodovinske slike so v publikacijah uporabili tudi zgodovinarji, kot sta univerzitetni profesor Ronald G. Asch in član Norveškega Nobelovega odbora Asle Toje. Leta 2020 je za Lions Club naslikal različne portrete pacifistov in humanistov 20. stoletja na levu v naravni velikosti.
Gräff se v svojih slikah ukvarja tudi z literarnimi temami, vključno z udejanjanjem vsebine pisatelja Erich Maria Remarque. Sodeloval je pri velikih spominskih razstavah v mirovnem centru Erich Maria Remarque v Osnabrücku. V muzeju so tudi slike Gräffa. Njegova umetniška dela so uporabljena tudi v knjigah o Remarque. · 

### Politika

#### Umetnost in politika
Od leta 2015 Matthias Laurenz Gräff dela tudi na slikah sodobne politike in družbene kritike, ki so večkrat objavljene v časopisih, blogih in knjigah o nacionalni in mednarodni politiki. Pomembne teme so antifašizem, socializem, antinacionalistična in proevropska. Gräff se ukvarja z nacionalnimi in globalnimi vprašanji ter osebnostmi. Obravnava tudi družbeno politična vprašanja in kritične procese v avstrijski družbi in politiki.
Za volitve v Evropski parlament leta 2019 je Gräff v sodelovanju z avstrijsko stranko NEOS ustvaril proevropsko podobo. Erich Maria Remarque-Friedenszentrum Osnabrück (Univerza v Osnabrücku) je o Gräffu zapisal: Neprestano zastopa humanistična, antinacionalistična in proevropska stališča tako v svoji umetnosti kot v različnih programih izmenjave in razprave, ki jih organizira.

#### Dialog im Kamptal
Matthias Laurenz Gräff in Georgia Kazantzidu sta leta 2019 kot zasebno pobudo za politično komuniciranje in sodelovanje v svojem umetniškem studiu ustvarila nestrankarsko platformo Dialog im Kamptal  (Dialog v Kamptalu). Namen dogodkov je informiranje, izmenjava in dialog o pomembnih političnih in družbenih vprašanjih. Prejšnji udeleženci so bili Erhard Busek, Karin Kneissl, Karl von Habsburg, Wolfgang Petritsch, Emil Brix in Hannes Swoboda.

#### Politik
Matthias Laurenz Gräff je od leta 2022 aktiven kot politični predstavnik liberalne stranke NEOS v občini Gars am Kamp. Je tudi kandidat za deželne volitve v Spodnji Avstriji leta 2023, in tukaj kot kandidat za regijo Waldviertel in kot glavni kandidat za okrožje Horn. · 
Leta 2024 je Matthias Laurenz Gräff prevzel vlogo uradnega predstavnika za Grčijo avstrijske parlamentarne stranke NEOS. Državna predstavništva so del državne organizacije NEOS X – International, v kateri politiko krojijo in za Avstrijce v tujini. Gräff zastopa NEOS v Grčiji tako znotraj kot zunaj nje. Ta funkcija poleg zastopanja Avstrijcev v tujini vključuje tudi stike in sodelovanje z liberalnimi grškimi strankami. ·  · 

## Galerija
- "Idylle", tihožitja
- "Jerusalem Triptychon"
- "Der europäische Altar", politično slikarstvo (Vladimir Putin, Viktor Orban in HC Strache)
- Sebastian Kurz, politično slikarstvo
- "Blaues Blut für Österreich", politično slikarstvo (Sebastian Kurz, Dietrich Mateschitz in Andreas Gabalier)
- "Kreuzigung"
- "Garser Wein"
- "Faszination Santorin"

## Razstave (izbor)
- 2023, „Networking Remarque“, Erich Maria Remarque Friedenszentrum Osnabrück[42]
- 2023, „Ein Geschenk für Remarque“, Erich Maria Remarque Friedenszentrum Osnabrück[43]
- 2020, "Weltweit Worldwide Remarque", Erich Maria Remarque Friedenszentrum Osnabrück[44]
- Leta 2017 je Gräff v WUK Dunaj organiziral neprofitno kampanjo za ljudi s polinevropatijo (splošni izraz za različne bolezni perifernega živčnega sistema).[45]
- 2017 skupaj z Roger Glover sodeluje na "50 Year Deep Purple. Art and History" v Kölnu.[46]
- V letih 2015 in 2017 je Gräff organiziral srečanja umetnikov z Nick Simper in Don Airey,[4] · [47] glasbenikom Deep Purple na Dunaju.